# Alpujarra
Alpujarra är en kommun i Colombia.   Den ligger i departementet Tolima, i den centrala delen av landet, 160 km sydväst om huvudstaden Bogotá. Antalet invånare är 5 174. Arean är 473 kvadratkilometer.
Terrängen i Alpujarra är bergig österut, men västerut är den kuperad.